# IC 45
IC 45 — спіральна піральна галактика морфологічного типу 3 D у сузір'ї Андромеда.
Цей об'єкт міститься в оригінальній редакції індексного каталогу.